# Hacène Mermouri
Hacène Mermouri est un homme politique algérien natif de Djanet. Il est une première fois ministre du Tourisme et de l'Artisanat d'Algérie du 12 juillet 2017 au 4 avril 2018, puis rappelé à ce poste dans le gouvernement Djerad du 2 janvier 2020 à juin 2020.

## Biographie
Hacène Mermouri est né à Djanet, une commune située dans le sud algérien. Il est de la communauté Touareg.  Il obtient un doctorat à l’université d’Alger après la soutenance d’une thèse sur les Touareg des Ajjer à l’époque du colonialisme français en Algérie.
De 1994 à 2007, Hacène Mermouri  est le directeur du parc national du Tassili N'ajjer.
Entre 2007 et 2014, pendant plus de huit ans, Hacène Mermouri est le directeur de la Culture à Illizi puis directeur de la Culture à El Oued.
En 2015, Hacène Mermouri  est nommé au poste de directeur du livre et de la lecture publique. Il remplace ainsi Rachid Hadj Nacer. Sa mission durant son mandat fut de tracer la nouvelle politique du livre de l’État après l’adoption de la loi sur le livre créée par Khalida Toumi (ministre de la Culture de l'Algérie de 2002 à 2014).
En 2016, Hacène Mermouri a également été nommé président du Comité de lecture du Salon international du Livre d’Alger (SILA).
Le 12 juillet 2017, il est nommé ministre du Tourisme et de l'Artisanat par le président Abdelaziz Bouteflika, pour remplacer le précédent ministre, Messaoud Benagoun, limogé après trois jours à son poste.
Avant d'occuper son poste de ministre, Hassan Mermouri a été directeur du livre et de la lecture publique au ministère de la Culture algérien.
Targui, Hacène Mermouri est l'auteur de « La lutte des Touaregs », paru en 2010. Il a aussi consacré plusieurs ouvrages à la question Touareget est réputé pour être un spécialiste de la question.
En août 2017, à la suite du remplacement au poste de Premier ministre d'Abdelmadjid Tebboune par Ahmed Ouyahia après moins de trois mois de prise de fonction par ce dernier, le président algérien Abdelaziz Bouteflika confirme Hacène Mermouri à son ministère. Il reste donc ministre du Tourisme et de l'Artisanat dans le gouvernement Ahmed Ouyahia.

## Œuvres et travaux
- La lutte des Touaregs (2010)